# Championnat de Chypre de football 1978-1979
Navigation
Saison précédente Saison suivante
La saison 1978-1979 du Championnat de Chypre de football était la 41e édition officielle du championnat de première division à Chypre. Les seize meilleurs clubs du pays se retrouvent au sein d'une poule unique, la Cypriot First Division, où ils s'affrontent 2 fois, à domicile et à l'extérieur. En fin de saison, afin de faire passer en 2 ans le championnat de 16 à 14 clubs, les 2 derniers du classement sont relégués et remplacés par le champion de D2.
C'est le club de l'Omonia Nicosie, quintuple tenant du titre, qui remporte le 9e titre de champion de Chypre de son histoire, il devance de 1 seul point l'APOEL Nicosie et de 12 points l'Alki Larnaca. L'APOEL Nicosie, dauphin de l'Omonia depuis 4 saisons, se console en remportant une nouvelle fois la Coupe de Chypre.

## Les 16 clubs participants
| - Evagoras Paphos - AEL Limassol - Olympiakos Nicosie - Digenis Morphou - EPA Larnaca - APOP Paphos - Omonia Nicosie - APOEL Nicosie | - Alki Larnaca - Pezoporikos Larnaca - Anorthosis Famagouste - Nea Salamina - Apollon Limassol - EN Paralimni - Aris Limassol - Omonia Aradippou - Promu de D2 |

## Compétition

### Classement
Le barème utilisé pour établir le classement est le suivant :
- Victoire : 2 points
- Match nul : 1 point
- Défaite : 0 point

| Rang | Équipe                | Pts | J  | G  | N  | P  | Bp | Bc | Diff |
| ---- | --------------------- | --- | -- | -- | -- | -- | -- | -- | ---- |
| 1    | Omonia Nicosie T      | 45  | 30 | 18 | 9  | 3  | 66 | 17 | +49  |
| 2    | APOEL Nicosie C       | 44  | 30 | 20 | 4  | 6  | 54 | 18 | +36  |
| 3    | Alki Larnaca          | 33  | 30 | 12 | 9  | 9  | 41 | 39 | +2   |
| 4    | Aris Limassol         | 32  | 30 | 12 | 8  | 10 | 36 | 34 | +2   |
| 5    | Anorthosis Famagouste | 31  | 30 | 10 | 11 | 9  | 26 | 21 | +5   |
| 6    | Pezoporikos Larnaca   | 30  | 30 | 9  | 12 | 9  | 32 | 24 | +8   |
| 7    | Apollon Limassol      | 30  | 30 | 10 | 10 | 10 | 25 | 28 | -3   |
| 8    | EN Paralimni          | 28  | 30 | 9  | 10 | 11 | 37 | 30 | +7   |
| 9    | AEL Limassol          | 28  | 30 | 6  | 16 | 8  | 24 | 28 | -4   |
| 10   | EPA Larnaca           | 27  | 30 | 9  | 9  | 12 | 32 | 35 | -3   |
| 11   | Omonia Aradippou P    | 27  | 30 | 6  | 15 | 9  | 26 | 37 | -11  |
| 12   | Evagoras Paphos       | 27  | 30 | 8  | 11 | 11 | 26 | 35 | -9   |
| 13   | Olympiakos Nicosie    | 27  | 30 | 10 | 7  | 13 | 26 | 40 | -14  |
| 14   | APOP Paphos           | 27  | 30 | 8  | 11 | 11 | 34 | 49 | -15  |
| 15   | Nea Salamina          | 26  | 30 | 10 | 6  | 14 | 42 | 48 | -6   |
| 16   | Digenis Morphou       | 18  | 30 | 4  | 10 | 16 | 21 | 71 | -50  |

|  | Qualification pour la Coupe des clubs champions 1979-1980                              |
|  | Qualification pour la Coupe des Coupes 1979-1980                                       |
|  | Qualification pour la Coupe UEFA 1979-1980                                             |
|  | Relégation directe en deuxième division                                                |
|  | T : Tenant du titre C : Vainqueur de la Coupe de Chypre P : Promu de deuxième division |

## Bilan de la saison
| Championnat de Chypre de football 1978-1979 |                              |
| Champion                                    | Omonia Nicosie (9e titre)    |
| Coupes et trophées                          |                              |
| Vainqueur de la Coupe de Chypre 1978-1979   | APOEL Nicosie                |
| Qualifications continentales                |                              |
| Coupe des clubs champions 1979-1980         | Omonia Nicosie               |
| Coupe des Coupes 1979-1980                  | APOEL Nicosie                |
| Coupe UEFA 1979-1980                        | Alki Larnaca                 |
| Promotions et relégations                   |                              |
| Promus en Cypriot First Division            | Keravnos Strovolos           |
| Relégués en Cypriot Second Division         | Nea Salamina Digenis Morphou |